# 팰리세이드 (미네소타주)

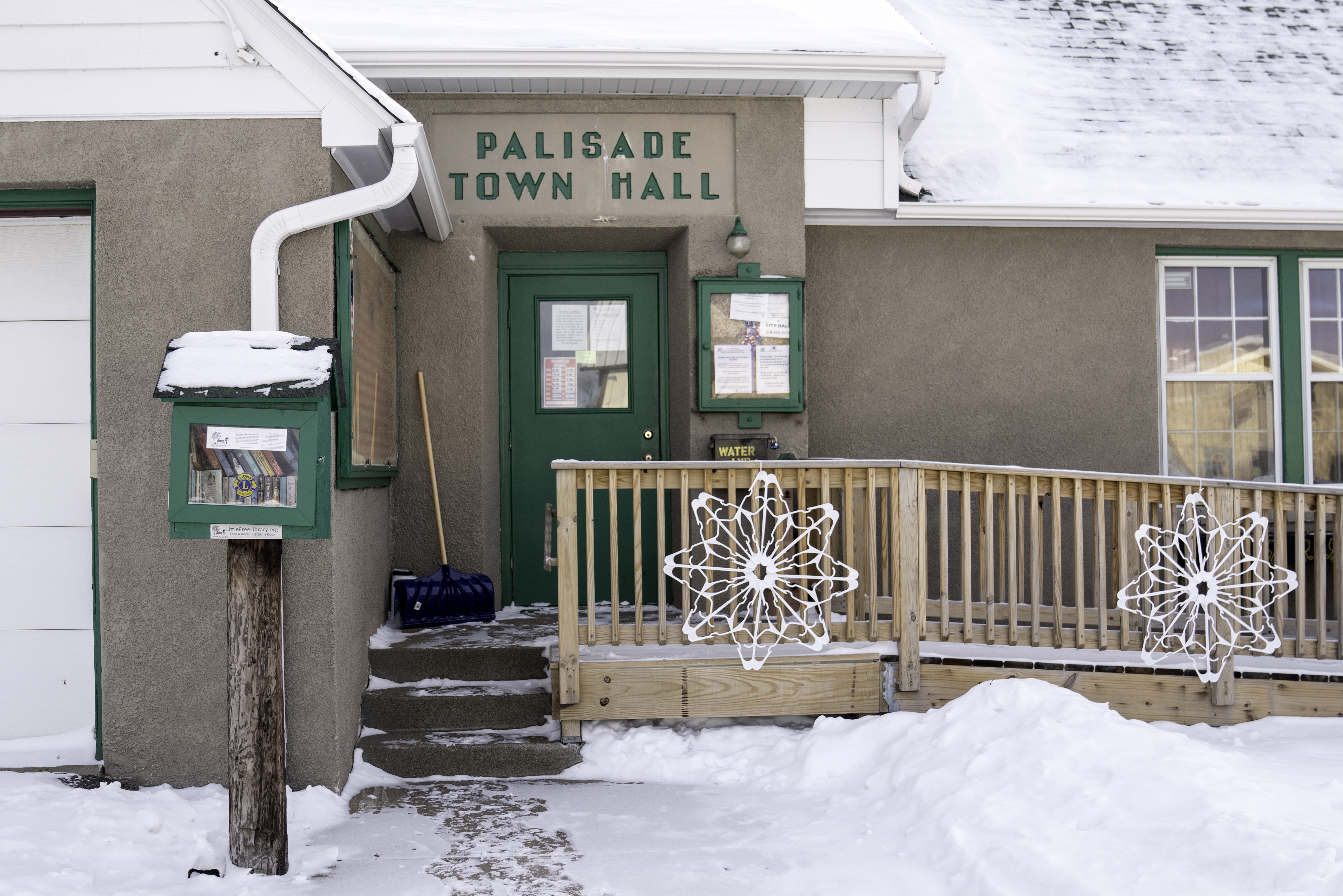
시청

팰리세이드(Palisade)는 미국 에이트킨군의 도시이다. 2010년 미국 인구 조사 기준으로 인구 수는 167명이다.
미시시피강이 이 지역을 지난다.

## 인구
| 인구조사              | 인구 | Note | %±     |
| --------------------- | ---- | ---- | ------ |
| 1930년                | 162  |      | —      |
| 1940년                | 202  |      | 24.7%  |
| 1950년                | 212  |      | 5.0%   |
| 1960년                | 180  |      | −15.1% |
| 1970년                | 149  |      | −17.2% |
| 1980년                | 155  |      | 4.0%   |
| 1990년                | 144  |      | −7.1%  |
| 2000년                | 118  |      | −18.1% |
| 2010년                | 167  |      | 41.5%  |
| 2020년                | 162  |      | −3.0%  |
| U.S. Decennial Census |      |      |        |